# Salairrug
De Salairrug of het Salaïrgebergte (Russisch: Салаирский кряж; Salairski krjazj) is een geërodeerd plateauvormig hoogland in zuidwestelijk Siberië in Aziatisch Rusland. De bergrug heeft pieken tot 621 meter, een lengte van 300 kilometer en een breedte van 15 tot 40 kilometer. Het vormt de natuurlijke doorloop van het Altaigebergte en scheidt de Koeznetsk-depressie van de Obvlakte (het stroomgebied van de Ob). De belangrijkste rug ligt bijna parallel aan de Koeznetskse Alataoe. Het gebergte is rijk aan complexe ertsen.